# حقل نفط أذري جيراق جوناشلي
أذري - جيراق - جوناشلي - ما يقرب من 100 كم شرق باكو هو أكبر إيداع للنفط في القطاع الأذربيجاني من حوض بحر قزوين.إن اتفاق المشاركة في الإنتاج الذي وقع بين حكومة أذربيجان و 11 شركة نفط دولية تمثل ستة بلدان أجنبية في باكو في 20 أيلول / سبتمبر 1994 قد وضع الأساس لتنمية الرواسب النفطية الرئيسية الثلاثة في القطاع الأذربيجاني من بحر قزوين - حقول أذربيجان، وشيراك وغوناشلي الأعمق. وقد مكَّن تنفيذ هذه الاستراتيجية البلد من التطور بسرعة إلى مورد عالمي مهم للطاقة يمكنه تغيير خريطة أوروبا للطاقة.

## تاريخ
12 ديسمبر 1994 - تم التصديق على اتفاقية المشاركة الانتاجية البرلمانية لأذربيجان وتم تأسيس شركة التشغيل الدولية الأذربيجانية لتنفيذها.24 يناير 1995 - اللجنة التوجيهية الأولى تجتمع. وأدلى فخامة الرئيس حيدر علييف ببيان أمام اللجنة.9 أكتوبر - وافقت اللجنة التوجيهية الثالثة على مشروع النفط الأول، بالإضافة إلى نسختين من تصدير النفط الأولي - الخيارات الغربية المارة عبر روسيا عبر الشمال وجورجيا.18 يناير 1996 - وقعت حكومة جمهورية أذربيجان والاتحاد الروسي على اتفاقية حكومية دولية بشأن نقل النفط الأذربيجاني من باكو إلى خط أنابيب نوفوروسيسك.8 مارس - وقعت حكومة جمهورية أذربيجان وحكومة جورجيا اتفاقا حكوميا دوليا بشأن نقل النفط الأذربيجاني من باكو إلى خط أنابيب تابع.24 أغسطس - كشف فخامة الرئيس حيدر علييف النقاب عن جهاز حفر شبه دادا جورود حديث.7 نوفمبر 1997 - أول زيت من منصة جيراق 1.12 نوفمبر - تم الاحتفال رسميا بإنتاج أول نفط من جيراق كعيد وطني وفقا لمرسوم رئيس جمهورية أذربيجان، معالي حيدر علييف. حدث الافتتاح الرسمي لمبنى سانغاتشال.ومنذ بداية الإنتاج في منصة شيراج في 15 آب / أغسطس 1997، بلغ حجم الإنتاج 3 بلايين برميل.24 مارس 1998 - أرسل المساهمون أول ناقلة نفط من نوفوروسيسك (روسيا).12 يناير - تحطمت أولى براميل شركة التشغيل الدولية الأذربيجانية الأولى بنظام خط أنابيب نورث روت.10 ديسمبر - تحطمت أول براميل من أول شركة تشغيلية دولية لأذربيجان في نظام خط الأنابيب الغربي.8 أبريل 1999 - أرسل المساهمون أول ناقلة نفط من سوبسا (جورجيا).17 أبريل - افتتح رؤساء أذربيجان وجورجيا وأوكرانيا مسار خط أنابيب التصدير الغربي ومحطة سوبسا على ساحل البحر الأسود في جورجيا.20 سبتمبر - تم الاحتفال بالذكرى الخامسة لعقد القرن رسميا.30 أغسطس 2001 - تمت الموافقة على مشروع المرحلة الأذربيجانية - تشيراق - جوناشلي.12 سبتمبر - تمت الموافقة على مشروعات خط أنابيب الأذربيجانية - شيراج - جوناشلي وباكو - تبيليسي - جيهان.في 20 سبتمبر 2004، فرضت المرحلة الثالثة من مشروع «الأذربيجانية - تشيراق - جوناشلي» عقوبات. تم الاحتفال بالذكرى العاشرة لـ «عقد القرن».13 فبراير 2015 - احتفلت منصة أذربيجان الوسطى بالذكرى السنوية العاشرة لتأسيسها.3 سبتمبر - أطلقت محطة جيهان 3000 ناقلة محملة بالزيت عبر خط أنابيب باكو - تبيليسي - جيهان.

## انسحاب
الإنتاج في شيراج كان في عام 1997، وسط أذربيجان، أوائل عام 2005، أوائل عام 2006 في أذربيجان الغربية، وأذربيجان الشرقية في نهاية عام 2006. بحلول نهاية عام 2008، بدأ الإنتاج في جزء المياه العميقة من حقل جوناشلي.منذ بداية إنتاج النفط (1997)، تم استخراج 272 مليون طن من النفط في بلوك حقل النفطي أذري - جيراق - جوناشلي بحلول منتصف عام 2012.بلغ إنتاج النفط في حقل أذري - شيراج - جوناشلي في الربع الثالث من عام 2010 835.1 ألف برميل في اليوم. بلغ متوسط إنتاج النفط اليومي في الربع الأول من عام 2012 711.8 ألف برميل واستمر في الانخفاض، على الرغم من استخدام آبار تشغيلية وتقنية إضافية. بلغ متوسط إنتاج النفط اليومي في النصف الأول من عام 2012 ما يقارب 684,000 برميل.في البداية، ارتبطت السلطات الأذربيجانية بتراجع الإنتاج بسبب حماية المنصات وبرنامج الحفر، لكن تراجع الإنتاج تسبب في استنفاد الحقل.في 10 أكتوبر 2012، اتهم الرئيس الأذربايجاني إلهام علييف الائتلاف الدولي في بداية إنتاج شركة بريتش بتروليوم، ولاحقا، وافقت أذربيجان و BP على تحقيق الاستقرار في الإنتاج في هذا المجال. ومن المخطط أن يبلغ الإنتاج في عام 2013 مستوى يقل بمقدار 33 مليون طن عما كان عليه في عام 2012 وسيزيد إنتاجه بأكثر من 35 مليون طن في عام 2014. ومع ذلك، فإن بنك التنمية الآسيوي لا يتوقع أن يزيد إنتاج شركة BP في أذربيجان العام المقبل أو العامين القادمين.

## تنمية
تم تطوير الحقل على عدة مراحل: بدأ مشروع النفط الأولي في عام 1997 في منصة جيراج.بعد ذلك، بدأ تنفيذ مشروع المرحلة الآذرية 1، وخلال هذه المرحلة، بدأ الإنتاج في منصة أذربيجان الوسطى في أوائل عام 2005.وتغطي المرحلة الثانية منصات «غرب أزيري» و «شرق أزيري»، ومن تلك المنصات بدأت تنتج في ديسمبر 2005 وأواخر عام 2006.كانت المرحلة التالية من تطوير الحقل هي المرحلة 3، «تقاطع»، وبدأت هذه المرحلة في أبريل 2008.المرحلة النهائية هي مشروع شيراج النفطي، الذي تم إقراره في عام 2010.تم إنتاج أول زيت على هذا النظام في 28 يناير 2014.
- حصة المشروع- بي بي (35,8) سوكار (11,6) شركة شيفرون (11,3) ستات أويل (8,6) إكسون موبيل.

حتى نهاية عام 2008، تم استثمار أكثر من 20 مليار دولار في مشروع الأذري - شيراج - جوناشلي. فقط في عام 2008، اكتسبت أذربيجان حوالي 14.4 مليار دولار في هذا المشروع. في المجموع، تلقى صندوق النفط الحكومي لأذربيجان 23 مليار دولار في حقل أذربيجان - جيراق - جونشلي.
أنفق مشروع الأذربيجاني - شيراج - جونشلي أكثر من 12 مليون دولار على برامج التنمية المستدامة في أذربيجان منذ توقيع «عقد قرن القرن» في عام 1994، بحلول نهاية النصف الأول من عام 2009.
في عام 2007، أنتجت شركة بريتيش بتروليوم 4 من أكبر 10 آبار إنتاج في العالم و 3 من أكبر آبار الإنتاج في العالم في عام 2008، في حقل الآذري - جيراق - جونشلي.
بشكل عام، تم حفر أكثر من 80 بئرا في حقل النفط الآذري - جيراق - جوناشلي.
وفي إطار هذا المشروع، أجريت 38 دراسة استقصائية بشأن البيئة، و 41 استقصاء في البحر، و 27 استقصاء على الأرض، و 20 في المنطقة الساحلية، وتم إجراء 20 دراسة.

## منصات
- منصة أذربيجان الوسطى - 3 أشهر قبل الموعد المحدد - انتهى في ديسمبر 2003. بدأ الإنتاج في أوائل عام 2005.